# Gradihna Branislavljević
Gradihna Branislavljević - król Zety w latach 1131–1142.

## Dzieciństwo i młodość
Gradihna był jednym z sześciu synów Branisława Radosławowicza. Dziad Gradihnyy, Radosław władał Trawunią. Po śmierci Radosława, ojciec Gradihny, Branisław nie chciał uznać zwierzchnictwa króla Konstantyna Bodina. W połowie lat 90. najstarszy syn króla, Michał, miał nie więcej niż 12 lat. W Zecie nie obowiązywała zasada primogenitury zapewniająca sukcesję najstarszemu synowi władcy. Do sukcesji powołani byli wszyscy dorośli członkowie rodziny królewskiej. Istniało więc duże prawdopodobieństwo, że w razie śmierci Bodina, przed osiągnięciem przez synów dorosłości, po władzę może sięgnąć Branisław. 
Prawdopodobnie pomiędzy 1093 a 1095 rokiem Konstantyn Bodin podjął, za namową swej żony, królowej Jakwinty, próbę wzmocnienia pozycji swych synów. Kiedy Branisław wraz z bratem Gradisławem i synem stanęli w Skadarze, zostali z rozkazu Bodina zatrzymani i wtrąceni do więzienia. Branisław wkrótce potem zmarł w więzieniu. Pozostali na wolności bracia Branisława i jego synowie, pomiędzy nimi młody Gradihna, obawiając się o swe życie schronili się w Dubrowniku. Bodin obległ miasto i zażądał wydania zbiegów, mieszczanie jednakże odmówili. W walkach pod murami Dubrownika zginął faworyt królowej, która w gniewie zażądała wyprowadzenia pozostałych dwóch więźniów i ścięcia ich pod murami miasta. Po tych wypadkach Kościół próbował mediacji między zwaśnionymi stronami. Żądni odwetu Radosławowicze wybrali jednak emigrację i schronili się pod opiekę cesarza Aleksego I Komnena w Konstantynopolu.
Osłabienie pozycji Radosławowiczów nie rozwiązało bynajmniej sprawy następstwa tronu. Po śmierci Bodina w 1101 roku pretensje do tronu, oprócz walczącej o prawa synów królowej wdowy, zgłosili również bracia przyrodni zmarłego króla, na których czele stanął Dobrosław. Najstarszy syn zmarłego króla, Michał, kilkunastoletni wówczas, uległ ostatecznie i tytuł królewski otrzymał Dobrosław. Na wieść o śmierci Bodina w sprawy Zety postanowił się jednak wmieszać również cesarz bizantyński, wykorzystując zeckich wygnańców przebywających od kilku lat w Konstantynopolu. Z rozkazu cesarskiego Gradihna wraz ze stryjami i braćmi został przewieziony do Dracza. Z Dracza stryj Gradihny, Kočapar Radoslavljević, wspierany przez Bizantyńczyków, udał się do Raszki szukać pomocy przeciw Dobrosławowi. Wielki żupan Raszki Wukan skorzystał z okazji do zrzucenia zwierzchnictwa zeckiego i wspólnie z Kočaparem wyprawił się przeciw królowi Zety. Na tronie zeckim zasiadł Kočapar Radoslavljević. Tryumf Radosławowiczów okazał się krótkotrwały. Tradycyjnie probiznatyńscy w swej polityce, wkrótce utracili zaufanie Wukana. Wojska raszkańskie wyprawiły się ponownie do Zety i niezależnego Kočapara zastąpił kuzyn Gradihny, Włodzimierz.

## Droga do władzy
W 1115 roku, po śmierci króla Włodzimierza otrutego przez królową, wodowę po Konstantym Bodinie, Jakwintę, władzę w państwie objął jej syn Jerzy Bodinović. 
Objąwszy władzę Jerzy stanął na czele ugrupowania antybizantyńskiego w Zecie, które przypieczętował przymierzem z nowym władcą Raszki Uroszem I. W drugim roku panowania Jerzego doszło do konfliktu z synami Branisława. Jerzy uwięził Grubeszę, najstarszego brata Gradihny, a pozostali bracia zbiegli do Dubrownika. Prawdopodobnie przed swym aresztowaniem Grubesza spiskował przeciw królowi i Jerzy aresztując go działał we własnej obronie. Pociągnęło to jednak za sobą dalsze wypadki. Nieoczekiwanie dla Jerzego w konflikt w Zecie włączył się bowiem cesarz bizantyński Jan II Komnen. Armia bizantyńska, wspierana przez członków zeckiej rodziny królewskiej, wkroczyła od strony Dracza do Zety. Jerzy zbiegł, a Jakwinta została aresztowana i odesłana do Konstantynopola, gdzie wkrótce zmarła.
Po obaleniu Jerzego władzę nad Zetą objął Grubesza, wspierany przez braci. Dzięki silnemu protektoratowi bizantyńskiemu nie musiał się obawiać przebywającego na dworze wielkiego żupana Urosza I w Rasie Jerzego. W 1125 roku Grubesza wyprawił się w głąb Raszki wspierając wyprawę cesarza bizantyńskiego przeciw Węgrom. Serbowie odparli armię zecką i sami z kolei zaatakowali Zetę, wspierając roszczenia Jerzego Bodinovicia. Grubesza zginął w walkach pod Barem, a Jerzy powrócił na tron zecki.
Gradihna z braćmi zbiegli za granicę. W następnym roku po bizantyńskiej ofensywie Serbia musiała jedanak uznać zwierzchnictwo Bizancjum. Jerzy ułożył się wówczas z synami Branisława. Zezwolił na ich powrót i przywrócił Dragihnie i Dragili ich ziemie. Jedynie Gradihna, najstarszy z braci, pozostał na wygnaniu w Raszce.

## Walka o tron zecki
W następnych latach Jerzy szczęśliwie interweniował w Raszce, pomagając odzyskać tron wielkożupański Uroszowi I. Po wyprawie Jerzego Gradihna zbiegł do Zahumla. Umocniony sukcesem król przystąpił do rozprawy z opozycją, wtrącił do więzienia Michała, syna Włodzimierza, wielkiego knezia Zahumla oraz brata Gradihny Dragilę. Dragihna ze swymi czterema synami zbiegł do Dracza. Wkrótce potem wojsko bizantyńskie wspierane przez Gradinhę i Draginhę zajęło kraj po Vranjine i Bar. Ponieważ wódz bizantyński został odwołany do Konstantynopola, Branisławowicze wycofali się ponownie do Dracza, pozostawiając w Obliku Borosza syna Grubeszy. Mszcząc się na przeciwnikach Jerzy rozkazał oślepić uwięzionych Michała i Dragilę. Następnie obległ broniącego Obliku Borosza. 
Tymczasem nowy namiestnik Dracza Aleksy Kontostefanos wspólnie z Gradinhą i jego bratem wkroczyli do Zety. Wojsko Gradinhy uderzyło znienacka na obóz królewski rozłożony pod Oblikiem zadając mu znaczne straty. Król zbiegł do Crmnicy. Po jego ucieczce Kontostefanos powrócił do Dracza, a Branisławowicze kontynuowali podbój kraju. Posłuszeństwo królowi wypowiedział Kotor, a po nim inne miasta. Gradihna kontynuował podbój ziem królewskich i pościg za królem, a z drugiej strony szachował Raszkan. Król ukrywał się po górach i lasach, wreszcie otoczony ze wszystkich stron schronił się w twierdzy Obolon. Pod Obolon nadciągnęli wspólnie Gradinha i Aleksy Kontostefanos. Oblężeni poddali twierdzę i wydali króla w ręce Bizantyńczyków. Aleksy powiódł go do Dracza, a stamtąd wysłał do Konstantynopola, gdzie Jerzy zmarł w więzieniu.

## Panowanie
Pop Duklanin, główne źródło do dziejów Zety w tym okresie, niewiele ma do powiedzenia na temat rządów Gradihny. Po kilkunastu latach walk objął on władzę nad ziemią, która została niemal całkowicie zniszczona i opustoszała. Pokój, który teraz zapanował skłonił do powrotu wielu zbiegów. Gradihna panował 11 lat. Zmarł i został pochowany w klasztorze św. męczenników Sergiusza i Bachusa.